# رد هاوس (ویرجینیای غربی)
رد هاوس (به انگلیسی: Red House) یک منطقهٔ مسکونی در ایالات متحده آمریکا است که در شهرستان پاتنم، ویرجینیای غربی واقع شده‌است.